# 李祿 (弘治進士)
李祿（1458年—？），字宗學，河南彰德府湯陰縣人，明朝政治人物。

## 生平
河南鄉試第三十三名舉人，弘治三年（1490年）庚戌科會試二百七十四名，廷試二甲第八十八名進士。六年十二月授戶科給事中。十年十一月充副使，册封王府。十二年三月升工科右，十三年十月再任册封副使，十四年七月奉命清理北直隶屯田，十二月升吏科左，十五年十二月升禮科都，十八年二月升山东布政司右參政，正德三年（1508年）四月升四川右布政使，改山东右布政，七年七月因病乞致仕。

## 家族
曾祖李欽；祖父李晟；父李傑，母石氏。具庆下。